# Louis Mariage
Louis Mariage (Doornik, 21 november 1993) is een Belgisch politicus voor Ecolo.

## Biografie
Mariage behaalde in 2015 een master in de humane en sociale wetenschappen aan de Universiteit van Bergen en in 2018 een master in de politieke wetenschappen aan de ULB. Na zijn studies werkte hij van 2020 tot 2022 als sociaal-cultureel opbouwwerker voor de jongerenvzw Fédération des Maisons de Jeunes in Bergen-Borinage, de Centre en Picardisch Wallonië. Daarna was hij van 2022 tot 2023 lokaal coördinator bij het psychologisch zorgproject Rhéseau.
Hij engageerde zich voor de partij Ecolo en werd actief bij de jongerenafdeling van de partij. Van 2012 tot 2014 was hij co-voorzitter van de écolo j-afdeling van Picardisch Wallonië en daarna vertegenwoordigde hij deze afdeling in het federaal bureau van écolo j. Vanaf 2017 werd hij door écolo j afgevaardigd in het politiek bureau van Ecolo. Daarenboven werd Mariage in 2016 secretaris van de Ecolo-afdeling in zijn geboortestad Doornik en was hij van 2019 tot 2023 co-voorzitter van de Ecolo-afdeling van Picardisch Wallonië.
Bij de federale verkiezingen van mei 2019 stond Mariage als tweede opvolger op de Ecolo-Kamerlijst in de kieskring Henegouwen. Sinds mei 2023 zetelt hij effectief in de Kamer van volksvertegenwoordigers als opvolger van Marie-Colline Leroy, die staatssecretaris werd in de regering-De Croo. Hij werd daarmee het jongste lid van de Kamer en zetelde tot aan de verkiezingen van 2024.
Bij de federale verkiezingen van juni 2024 was Louis Mariage derde opvolger op de Henegouwse Ecolo-lijst.